# Inundació de Santa Llúcia
La inundació de Santa Llúcia fou una inundació que afectà diversos països europeus entre el 13 i el 14 de desembre de 1287 i que rep el seu nom de la santa del dia, Llúcia de Siracusa. Com en altres desastres similars a la zona, com ara la inundació dels Països Baixos del 1953, el fenomen es va produir per la conjunció d'una marea viva i una tempesta amb baixes pressions atmosfèriques.
Les conseqüències més greus van tenir lloc a Frísia, amb uns 50.000 morts directes. L'alteració del terreny fou tal que fins i tot es creà un nou mar, el Zuiderzee, que anteriorment havia estat un llac d'aigua dolça, el Flevo. La força de la marea va esfondrar les dunes que el separaven d'aigües obertes i es va crear així una nova entrada oceànica. Desenes de poblacions van desaparèixer sota les onades, van crear-se nous ports i es va evidenciar la necessitat de més sistemes de protecció per a les àrees costaneres, ja que el sistema de dics que hi havia instal·lat a Frísia Occidental va salvar gran part d'aquesta regió. La inundació es va notar també amb força a les Illes Britàniques, on la tempesta i les onades van sepultar llogarrets sencers. Alguns ports comercials, com ara Dunwich, van desaparèixer, provocant grans pèrdues econòmiques.
A mitjà termini, la inundació contribuí a onades migratòries de persones que no se sentien segures a les zones de costa i a les noves torberes generades o que ho havien perdut tot i que van buscar a ciutats de l'interior la manera de guanyar-se la vida. També afectà a la distribució lingüística del frisó, que veié reduïda la seva àrea d'influència per les víctimes mortals i els moviments de població.
Per tot aquest impacte, la inundació de Santa Llúcia es considera la cinquena en importància en la història registrada, tant per l'elevat nombre de víctimes com per les conseqüències en el relleu, l'economia, la llengua i la demografia al llarg del temps.